# Estado coherente comprimido
En física, un estado coherente comprimido es cualquier estado mecánico cuántico del espacio de Hilbert tal que el principio de incertidumbre está saturado. Esto es, el producto de los dos operadores correspondientes adquiere su valor mínimo:

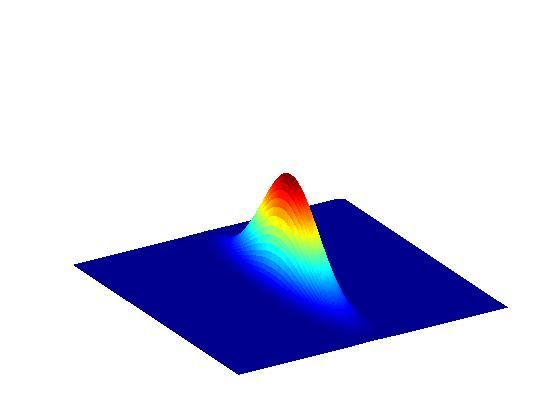
Distribución Husimi del estado coherente comprimido

El estado más simple es el estado fundamental La siguiente clase sencilla de estados que satisface esta identidad es la familia de estados coherentes.
A menudo, el término estado exprimido es utilizado para cualquier tal estado con La idea detrás de esto es que el círculo que denota un estado coherente en un esquema de cuadratura (ver abajo) ha sido "comprimido" a una elipse de la misma área.

## Definición matemática

Posición animada-función de onda de 2dB con amplitud-estado coherente comprimido de α=3.

La función de onda más general que satisface la identidad anterior es el estado coherente comprimido ( funcionamos en unidades con
Donde son constantes (una constante de normalización, el centro del paquete de ondas, su ancho, y el valor esperado de su momento). La nueva característica relativa a a un estado coherente es el valor libre de anchura
El estado comprimido anterior es un estado cuántico de un operador lineal
Y el corresondente estado cuántico igual En este sentido, es una generalización del estado fundamental así como el estado coherente.